# Гросвале, Филипп
Филипп Гросвале (фр. Philippe Grosvalet) — французский политик, член Социалистической партии, бывший президент Совета департамента Атлантическая Луара.

## Биография
Родился 13 апреля 1958 г. в городе Сен-Назере (департамент Атлантическая Луара) в семье плотника городской верфи и домохозяйки; в семье было шестеро детей.  В юности он занимался велоспортом, затем примкнул к Патрису Бюлтинга, будущему основателя музыкального фестиваля «Les Escales». Ушел из семьи до окончания школы, стал театральным актером. В 19 лет стал работать волонтером в Федерации Léo-Lagrange, движении народного образования, близком к социалистам. Впоследствии он станет региональным директором этой организации..
В 1989 году Филипп Гросвале был избран членом городского совета Сен-Назера по списку мэра-социалиста Жоэля-Ги Баттё. После муниципальных выборов 1995 года он был назначен заместителем мэра и председателем группы социалистов в совете. После этого его отношения с мэром испортились. На кантональных выборах 1998 года он победил в первом туре в кантоне Сен-Назер-Эст другого заместителя мэра Максима Батара, ставленника мэра Баттё. В преддверии муниципальных выборов 2001 года он избран лидером местной партийной организации социалистов, но национальное руководство настояло на том, чтобы список социалистов снова возглавил Баттё. Филипп Гросвале был переизбран в городской совет, а на национальном уровне примкнул к фракции Новая социалистическая партия, возглавляемой Арно Монтебуром.
После кантональных выборов 21 и 28 марта 2004 года, в ходе которых он был переизбран, большинство в Генеральном совете получили левые. Филипп Гросвале был избран вице-президентом совета, отвечающим за сельское хозяйство, предпринимательство, занятость и профессиональную подготовку. В 2008 году его полномочия изменились, он стал курировать экономику и занятость.
После того, как президент Генерального совета Патрик Марешаль в июне 2010 года объявил о предстоящем уходе из политики, Филипп Гросвале возглавил социалистов на кантональных выборах 20 и 27 марта 2011 года. Левые сохранили по итогам этих выборов большинство в Генеральном совете, и 31 марта он был избран президентом этого совета.
В марте 2015 года на выборах в новый орган – Совет департамента, заменивший Генеральный совет в результате административной реформы 2013 года , Филипп Гросвале победил в кантоне Сен-Назер-2 в паре с Лидией Меньен. 2 апреля 2015 года он был избран президентом Совета департамента.

## Политические взгляды
На праймериз социалистов в 2017 году поддерживал Венсана Пейона; после его поражения в 1-м туре отказался голосовать за кандидатов–финалистов Бенуа Амона и Мануэля Вальса. Поддерживал проект строительства нового аэропорта Гран-Уэст на территории коммуны Нотр-Дам-де-Ланд, жестко критиковал его противников, в особенности Сеголен Руаяль, бывшую в то время министром экологии. 17 января 2018 года проект строительства аэропорта был закрыт.
Является «мягким» сторонником присоединения департамента Атлантическая Луара к Бретани. В 2016 высказался против референдума по этому вопросу, назвав его «разделяющей темой, которая не может быть решена к общему удовлетворению». После петиции, подписанной по меньшей мере 100 000 избирателей с просьбой провести референдум по присоединению Атлантической Луары к Бретани, 14 декабря 2018 он принял решение о проведении такого референдума в четырех бретонских департаментах и пяти департаментах региона Пеи-де-ла-Луар и направил письмо об этом президенту Эмманюэлю Макрону. Уже на следующий день министр развития территорий Жаклин Гуро отвегла возможность проведения такого референдума, утверждая, что закон в его нынешнем виде этого не позволяет.

## Занимаемые выборные должности
03.1989 — 03.2014 — член совета, вице-мэр города Сен-Назер 

22.03.1998 — 29.03.2015 — член Генерального совета департамента Атлантическая Луара от кантона Сен-Назер-Эст

31.03.2004 — 30.03.2011 — вице-президент Генерального совета департамента Атлантическая Луара 

31.03.2011 — 29.03.2015 — президент Генерального совета департамента Атлантическая Луара 

29.03.2015 — 01.07.2021 — член Совета департамента Атлантическая Луара от кантона Сен-Назер-2

02.04.2015 — 01.07.2021 — президент Совета департамента Атлантическая Луара